# Gadifer de la Salle

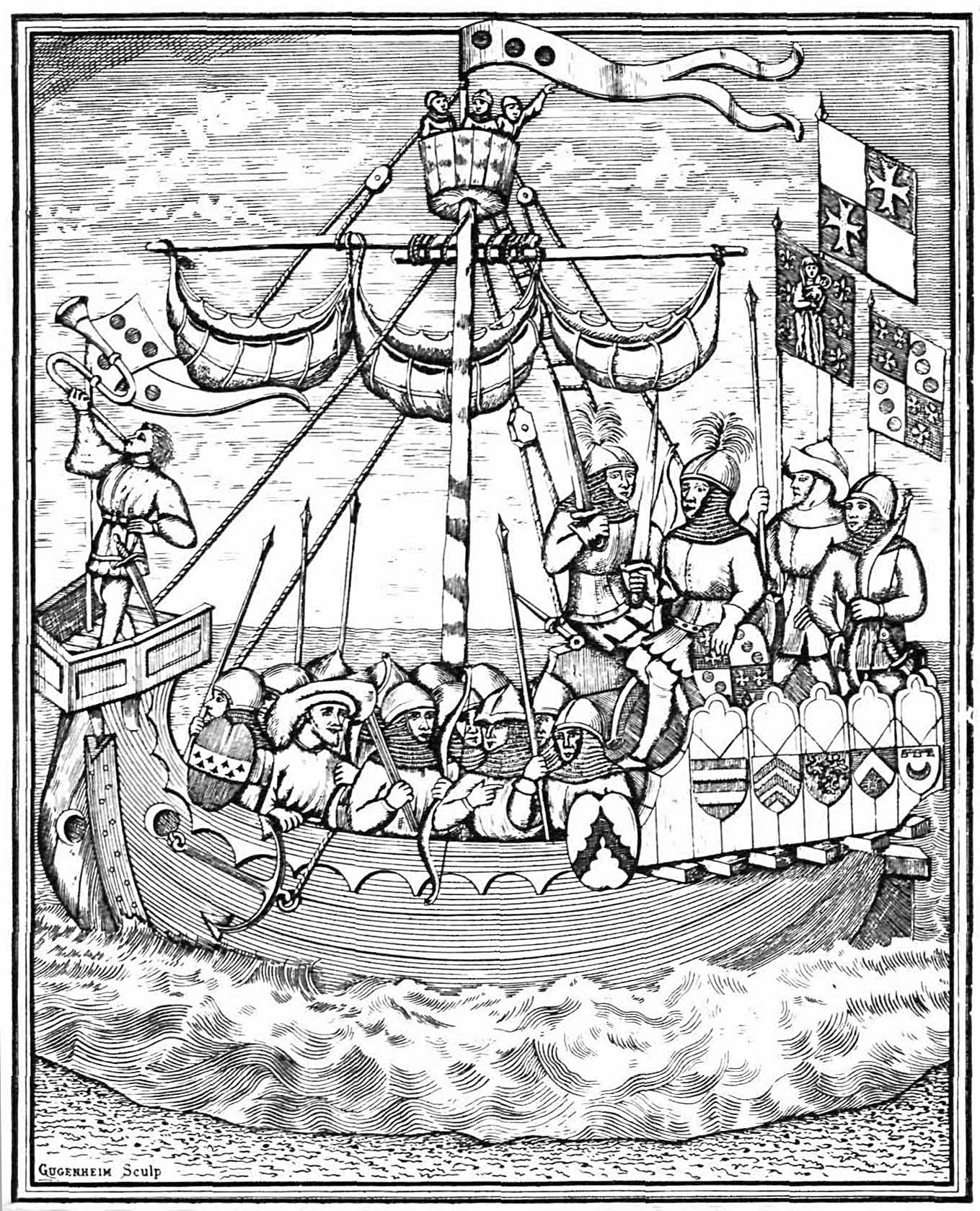
Gravat a "Le Canarien" montrant la nau de Gadifer de La Salle durant l'expedició de 1402

Gadifer de la Salle (Sainte-Radegonde, Poitou-Charentes, 1340-1415) fou un militar i explorador francès que al costat de Jean de Béthencourt va liderar la primera expedició de conquesta a les Illes Canàries el 1402. Va participar de manera activa en la Guerra dels Cent Anys, i va entrar en contacte amb Bethecourt en l'expedició creuada normanda contra Tunis de 1390. Va ser escuder del Duc de Berry i senyor de Bigorra. L'expedició de 1402 tenia com a objectiu la conquesta i evangelització de les Canàries i el poblament amb colons normands. Els normands van ser ben rebuts pels nadius de Lanzarote, als quals van prometre evitar el comerç d'esclaus. Les disensions entre ells van començar immediatament. Bethencourt retorna a Espanya i Berthin de Beneval, a càrrec de l'expedició, traí Gadifer, al que abandona a la seva sort després d'assaltar els assentaments de la costa del Rubicón. Mentre, Bethencourt aconsegueix del Regne de Castella la senyoria de les illes conquistades. Gadifer, amb un grup reduït d'homes, sotmet l'illa i captura al rei nadiu Guadarfia. Després del retorn de Bethencourt la conquista prossegueix en Fuerteventura i El Hierro, fracassant en la resta de les illes. Gadifer regressa a Castella per a reclamar l'autoria de la conquesta davant Enric III de Castella, una cosa que mai aconseguirà. El relat de la conquesta es troba a Le Canarien.